# UYBA Volley
Maillots
L'UYBA Volley est un club italien de volley-ball féminin basé à Busto Arsizio, dans la province de Varèse, en Lombardie, qui évolue pour la saison 2020-2021 en Serie A1.

## Noms précédents
En raison de contrats de sponsoring, le club a concouru sous les noms suivants :
- Brums Busto Arsizio (2000–2002)
- Dimeglio Brums Busto Arsizio (2002–2006)
- Yamamay Busto Arsizio (2006–2012)
- Unendo Yamamay Busto Arsizio (2012–2016)
- Unet Yamamay Busto Arsizio (2016–2017)
- Unet E-Work Busto Arsizio (2017–2022)
- E-Work Busto Arsizio (2022–2023)
- UYBA Volley Busto Arsizio (2023–2024)
- Eurotek UYBA Busto Arsizio (2024–)

## Palmarès
- Coupe de la CEV (3)
  - Vainqueur :2010, 2012, 2019[3]
  - Finaliste : 2017[4]
- Ligue des champions
  - Finaliste : 2015[5]
- Championnat d'Italie (1)
  - Vainqueur : 2012
  - Finaliste : 2014[6]
- Coupe d'Italie (1)
  - Vainqueur : 2012.
  - Finaliste : 2020.
- Supercoupe d'Italie (1)
  - Vainqueur : 2012.
  - Finaliste : 2014[7]2020.
- Coupe d'Italie A2
  - Finaliste : 2006, 2007.

## Bilan par saison
| Saison    | Division | Saison régulière | Phase finale | Coupe d'Italie | Supercoupe d'Italie | Coupes d'Europe               |
| --------- | -------- | ---------------- | ------------ | -------------- | ------------------- | ----------------------------- |
| 2019-2020 | Serie A1 | 2e               | non disputée | Finaliste      | -                   | Coupe de la CEV-non terminé   |
| 2018-2019 | Serie A1 | 5e               | 1/4 finale   | 1/2 finale     | -                   | Vainqueur Coupe de la CEV     |
| 2017-2018 | Serie A1 | 4e               | 1/4 finale   | 1/4 finale     | -                   | 1/8 finale Coupe de la CEV    |
| 2016-2017 | Serie A1 | 7e               | 1/4 finale   | 1/4 finale     | -                   | Finaliste Coupe de la CEV     |
| 2015-2016 | Serie A1 | 9e               | -            | -              | -                   | -                             |
| 2014-2015 | Serie A1 | 5e               | 1/4 finale   | 1/2 finale     |                     | Finaliste Ligue des champions |
| 2013-2014 | Serie A1 | 6e               | Finaliste    | 1/2 finale     | Finaliste           | Poule E Ligue des champions   |
| 2012-2013 | Serie A1 | 1er              | 1/2 finale   | 1/2 finale     | -                   | 3e Ligue des champions        |
| 2011-2012 | Serie A1 | 1er              | Champion     | Vainqueur      | Vainqueur           | Vainqueur Coupe de la CEV     |
| 2010-2011 | Serie A1 | 5e               | 1/2 finale   | 1/2 finale     | -                   | -                             |
| 2009-2010 | Serie A1 | 7e               | 1/8 finale   | 1/4 finale     | -                   | Vainqueur Coupe de la CEV     |
| 2008-2009 | Serie A1 | 4e               | 1/2 finale   | 1/4 finale     | -                   | -                             |
| 2007-2008 | Serie A1 | 6e               | 1/4 finale   | 1/2 finale     | -                   | -                             |
| 2006-2007 | Serie A2 | 1er              | Champion     | Finaliste A2   | -                   | -                             |
| 2005-2006 | Serie A2 | 5e               | Finaliste    | Finaliste A2   | -                   | -                             |
| 2004-2005 | Serie A2 | 7e               | -            | 1/2 finale A2  | -                   | -                             |
| 2003-2004 | Serie A2 | 8e               | -            | 1/8 finale A2  | -                   | -                             |
| 2002-2003 | Serie A2 | 10e              | -            | 1/8 finale A2  | -                   | -                             |
| 2001-2002 | Serie A2 | 12e              | -            | 1/8 finale A2  | -                   | -                             |